# Venjamin Maximov-Dikovskij
Venjamin Adamovitj Maximov-Dikovskij (ryska: Вениамин Адамович Максимов-Диковский), född 1900 i Vjatka, död 15 mars 1938 i Kommunarka, Moskva, var en sovjetisk bolsjevikisk politiker och ämbetsman.

## Biografi
Maximov-Dikovskij tog värvning i Röda armén år 1919 och påföljande år blev han medlem i bolsjevikpartiet. Från 1932 till 1935 var han chef för Valerian Kujbysjevs sekretariat. Därefter var Maximov-Dikovskij chef för folkkommissariatet för Sovjetunionens järnvägar.
I samband med den stora terrorn greps Maximov-Dikovskij i december 1937 och åtalades vid den tredje och sista Moskvarättegången (emellanåt kallad rättegången mot höger- och trotskistblocket); enligt åtalet skulle Maximov-Dikovskij ha varit delaktig i mordet på Valerian Kujbysjev år 1935. Maximov-Dikovskij dömdes till döden och avrättades genom arkebusering.
Maximov-Dikovskij blev rehabiliterad år 1988.